# Georges Tonnelier
Georges Cesar Emile Tonnelier (Antwerpen, 16 januari 1853 - 28 december 1909) was een Belgisch reder en politicus voor de Liberale Partij.

## Levensloop
De reder Georges Tonnelier werd in 1890 verkozen tot gemeenteraadslid van Antwerpen.
In 1900 werd hij verkozen tot liberaal volksvertegenwoordiger. voor het arrondissement Antwerpen. Hij vervulde dit mandaat tot aan zijn dood.
Hij was aandeelhouder van de Société pour le développement de l'industrie et du commerce dans les provinces équatoriales de l'Abyssinie.
Bij zijn dood meldde de Parijse krant Le Figaro op 29 december dat le grand armateur anversois kou had gevat tijdens de uitvaartplechtigheden voor koning Leopold II.